# Parcella
La parcella (nel passato detta anche notula) è un documento emesso da un libero professionista al suo cliente, equivalente alla fattura, per prestazioni delle quali  è stato incaricato.
Il compenso in essa recato è spesso genericamente definito come onorario ovvero onorario professionale.

## Emissione
La parcella per tutti i liberi professionisti è comprensiva di ritenuta d'acconto ed è soggetta alle solite regole della fatturazione IVA. Le fatture dei liberi professionisti emesse a soggetti titolari di partita iva (aziende e altri lavoratori autonomi) vanno registrate nella contabilità fornitori, come tutte le altre.
Fino a quando esistevano le tariffe regolamentate, i professionisti che svolgevano attività riservate agli iscritti agli albi professionali dovevano redigerle in conformità a questi parametri.

## Progetto di notula
Il progetto di notula, anche denominato avviso di notula, relata o avviso di parcella, è quel documento non fiscale (analogo ad una fattura pro forma) che un professionista può emettere al momento del completamento della prestazione della quale il professionista è stato incaricato (o prima se in acconto), di contenuto analogo a quello della notula definitiva, che verrà però emessa solo successivamente, al momento del pagamento, in genere per evitare l'anticipazione dell'IVA in attesa del pagamento.